# Чинцано (Кунео)
Чинцано (итал. Cinzano) је насеље у Италији у округу Кунео, региону Пијемонт.
Према процени из 2011. у насељу је живело 1569 становника. Насеље се налази на надморској висини од 195 м.